# Bauernburg Schwaghof
Die Bauernburg Schwaghof ist eine Niederungsburg im Norden der lippischen Stadt Bad Salzuflen im Kreis Lippe in Nordrhein-Westfalen. Das Gebäude war Teil des ehemaligen Gutshofes Schwaghof und steht seit 1989 unter Denkmalschutz.

## Geschichte
Der Schwaghof war ursprünglich ein Unterhof des in der Nähe gelegenen Amtshofes Seligenwörden. Von diesem später wüst gefallenen Hof Seligenwörden sind bis heute noch die sogenannten Kellerteiche erhalten und ein Straßenname erinnert an ihn. Archäologisch ist die genaue Lage des Hofes bislang nicht nachgewiesen. Das Amt gehörte dem Benediktinerinnenkloster Herford.
Der Schwaghof wird erstmals im 12. Jahrhundert als Gut Svevedeshusun genannt, später Svavedessen (1361), dann Schwobedissen (1767). Im Jahr 1400 fiel die Grafschaft Sternberg an die Edelherren zur Lippe. Der Meierhof gehörte weiterhin zur Abtei Herford, lag aber nun auf lippischem Grund. Durch einen Austauschvertrag kam 1787 das damals Schwachhof genannte Anwesen auch unter Lippische Hoheit.
Seit mindestens 1871 befand sich in einem Teil des Gutshofes eine Gastwirtschaft für den Ausflugsverkehr. In den 1950er/60er Jahren wurden fast alle alten Gebäude abgerissen und an Stelle dessen das heutige Hotel Schwaghof erbaut (zurzeit wegen Renovierung geschlossen).

## Beschreibung
Erhalten vom alten Gut Schwaghof blieb die Bauernburg, von der angenommen wird, dass sie wie viele andere gleichartige lippische Bauwerke ursprünglich mit drei Etagen aus Bruchstein errichtet wurde. Genutzt wurde der Bau unter anderem als Kornspeicher. Er bot mit seinen etwa einen Meter dicken Mauern den Hofleuten als Bergfried Zuflucht bei Überfällen oder kriegerischen Auseinandersetzungen. Heute ist hier ein zweigeschossiger Massivbau zu finden, im Kern aus dem späten Mittelalter stammend, mit einem Anfang des 17. Jahrhunderts aufgesetzten Fachwerkgeschoss, was auch für das Dachgeschoss gilt. Das Gebäude wurde unter anderem mit einem hochliegenden Eingang an der Traufseite und schmalen Schlitzfenstern ausgestattet.